# Аминофф, Берндт Ивар
Берндт Ивар Аминофф (8 октября 1843, Хельсинки – 28 февраля 1926, Выборг) был финским архитектором и губернским архитектором Виipurin и Vaasan областей, награждённым третьим классом ордена Святого Станислава.

## Семья
Отцом Аминова был полковник Берндт Адольф Карл Грегори Аминов, а матерью — Ида Матильда Аминов (урождённая Авеллан). Дедом Аминова по отцовской линии был подполковник Берндт Йонас Аминов. Дедом по материнской линии был профессор Генрик Йохан Авеллан, который служил ректором Императорской Туркуской академии и профессором истории Императорского Александровского университета.

## Карьера
Аминов начал своё образование в кадетском корпусе в Фридрихсгаме в 1858 году, затем перешёл для продолжения образования в Хельсинки, где окончил Техническую реальную школу в 1869 году. В 1866-1867 годах он изучал свободные искусства в Королевской академии искусств в Стокгольме.После окончания образования Аминов работал на железнодорожных исследованиях в России в 1869-1870 годах, после чего вернулся в Финляндию. Работая в области железнодорожных исследований, он стал временным, а затем с 1872 года постоянным станционным начальником в Каусале, ноsoon перешёл в Хельсинки на должность архитектора в Главном управлении государственных зданий в 1873 году.Он руководил строительством маяков на Ладоге и Виipurинской губернской тюрьмы в конце 1870-х и начале 1880-х годов.В 1889 году Аминов был назначен представителем Финляндии в комиссию, оценивавшую здания Финского гвардейского батальона в Красном Селе.Аминов стал главой строительного отдела и губернским архитектором Vaasan области в 1884 году и начал работать губернским архитектором в Виipurе в 1887 году. Он ушёл на пенсию с этой должности в июне 1914 года.Аминов был одним из основателей общества «Друзья искусства Виипури», созданного в 1890 году, котороеplayed значительную роль в основании Виipurского художественного музея.Общество «Друзья искусства Виипури» основало школу рисования, которую Аминов возглавлял с 1891 года. Самым известным учеником этой школы был Хуго Симберг. Школа рисования создала в Виипури собственное художественное сообщество.Аминов был первым председателем клуба архитекторов Виипури, основанного в 1912 году. Он также был одним из основателей Технического клуба Виипури и служил его заместителем председателя с 1896 по 1899 год. Аминов был председателем клуба любителей фотографии Виипури.

## Ордена
Российский император, Великий князь Финляндии Александр III наградил Аминова третьим классом ордена Святого Станислава в 1891 году.